# مبادئ الشعب الثلاثة

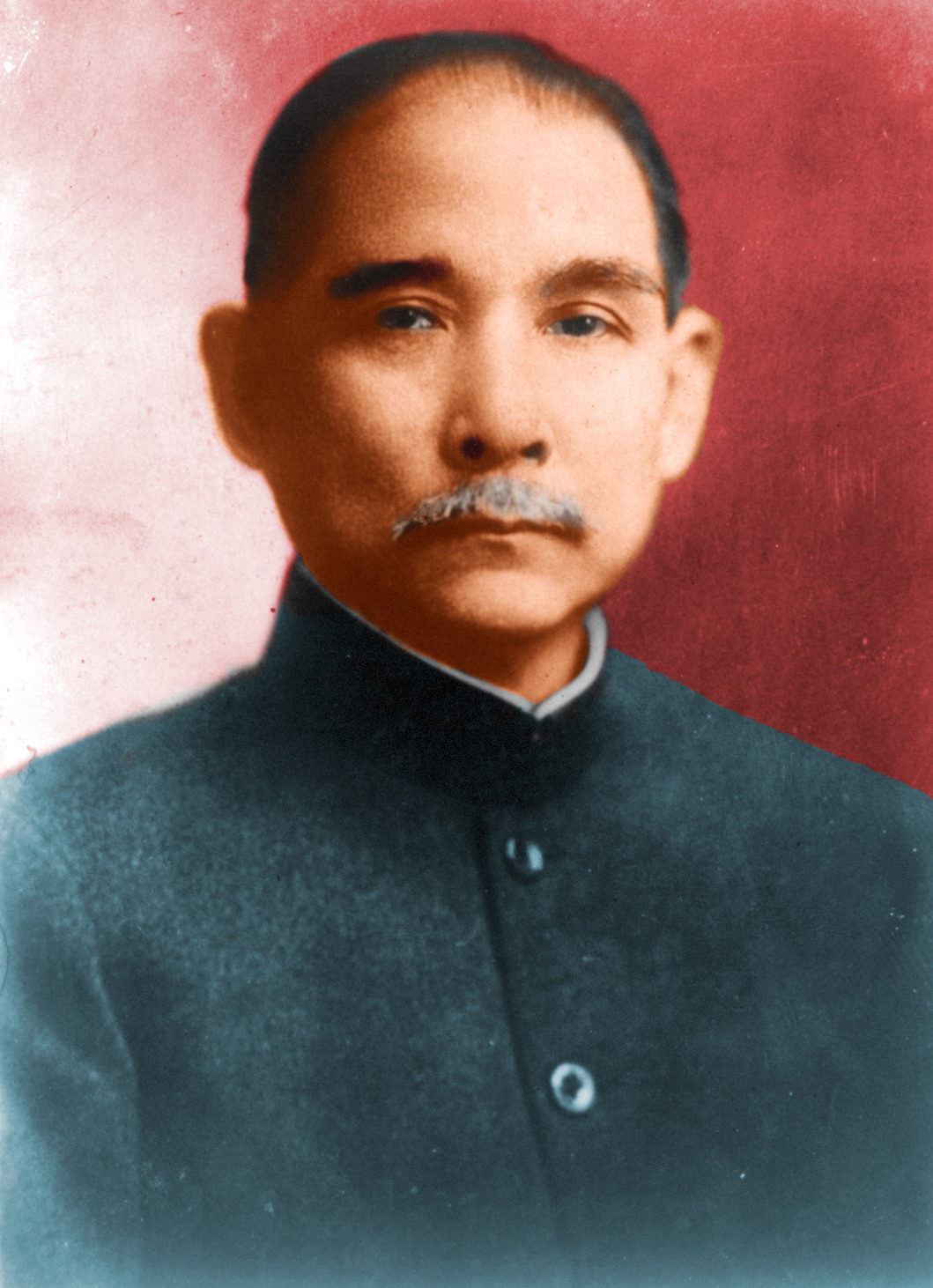
صورة ملونة لصن يات صن

مبادئ الشعب الثلاثة (بالصينية: 三民主義) (بنظام البينيين الصيني: sān mín zhǔ yì) تُترجم أيضًا (ثلاثة مبادئ للشعب أو عقيدة سان مين أو التريديمية)، هي فلسفة سياسية طورها سون يات سين كجزء من فلسفة تحسين الصين. غالبًا ما يتم ترجمة المبادئ الثلاثة وتلخيصها على أنها القومية والديمقراطية وسُبل عيش الناس. وقد زُعم أن هذه الفلسفة هي حجر الزاوية في سياسة جمهورية الصين التي يتبعها حزب الكومينتانغ؛ وتظهر المبادئ أيضًا في السطر الأول من النشيد الوطني لجمهورية الصين.

## المبادئ

### مينزو والقومية المدنية
يطلق مبدأ مينزو عادة على «القومية» أو «الشعوبية» أو «حكم/حكومة الشعب»، «مينزو/شعب» الذي يصف بوضوح معنى أمة بدلًا من مجموعة من الأشخاص يجمعهم غرض ما، ومن ثم فإن ترجمة «القومية» شائعة الاستخدام ودقيقة إلى حد ما. وبهذا، عنى سان الاستقلال عن السيطرة الإمبريالية أو القمع. ولتحقيق ذلك، كان يعتقد أن الصين لابد وأن تطور «قومية صينية» خاصة، وهي قومية تشونغهوا مينزو، في مقابل قومية عرقية، حتى توحد كل الأعراق المختلفة في الصين. كانت هذه المجموعات تتألف في الأساس من خمس مجموعات رئيسية، الهان والمنغوليين وشعب التبت والمانشو والمسلمين (مثل الأويغور)، والتي يُرمز إليها معًا باسم خمس أعراق في اتحاد واحد للجمهورية الأولى (1911-1928). ولتحقيق ذلك، أعرب عن اعتقاده بأنه يتعين على الصين أن تنمي «الوعي الوطني» لكي توحد الشعب الصيني في مواجهة العدوان الإمبريالي. قال أيضًا بأن «مينزو»، التي يمكن ترجمتها إلى «أشخاص» أو «جنسية» أو «عرق»، تُعرَّف بتقاسم الدم المشترك وسبل العيش والدين واللغة والعادات. يختلف هذا الشعور بالقومية عن فكرة «القومية العِرقية»، التي تحمل نفس معنى القومية في اللغة الصينية.

#### مينكوان أو حقوق الحوكمة
عادةً ما يُترجم مبدأ مينكوان على أنه «ديمقراطية»؛ حرفيًا «سلطة الشعب» أو «حكومة الشعب». بالنسبة لسان، كانت هذه الكلمة تمثل حكومة دستورية غربية. وقد قسّم الحياة السياسية لمثاله الأعلى بالنسبة للصين إلى مجموعتين من «القوى»: قوة السياسة وقوة الحكم.
إن سلطة السياسة هي سلطات الشعب في التعبير عن رغباته السياسية، على غرار تلك التي يتمتع بها المواطنون أو البرلمانات في بلدان أخرى، وتمثلها الجمعية الوطنية. ثمّة أربع من هذه السلطات: الانتخاب والتذكير والمبادرة والاستفتاء العام. وجميعها يمكن مساواتها «بالحقوق المدنية».
تُعدّ قوة الحكم هي سلطات الإدارة. وهنا قام سان بتوسيع النظرية الدستورية الأوروبية الأمريكية المتمثلة في فصل السلطات ونظام من الضوابط والتوازنات من خلال دمج الأنظمة الإدارية الصينية التقليدية لإنشاء حكومة تتألف من خمسة فروع (كل فرع منها يسمى يوان («المحكمة» حرفيًا). جاء مجلس اليوان التشريعي واليوان التنفيذي واليوان القضائي من فكر مونتسكيو؛ أما يوان التحكم ويوان الامتحان فقد جاءا من التقاليد الصينية.

#### مينشينغ أو حقوق الرعاية الاجتماعية
يُترجم مبدأ مينشينغ أحيانًا إلى «رفاهية/معيشة الشعب» أو «الحكومة من أجل الشعب» أو «الاشتراكية». يمكن فهم المفهوم على أنه رفاهية اجتماعية ونقد مباشر لأوجه القصور في الرأسمالية غير المنظمة. تأثر بالمفكر الأمريكي هنري جورج. كان سان يعتزم إدخال إصلاح ضريبي جورجي. تُعتبر ضريبة القيمة الأرضية في تايوان هي إرث منها. قال سان إن ضريبة القيمة الأرضية باعتبارها «الوسيلة الوحيدة لدعم الحكومة هي ضريبة عادلة ومعقولة وموزعة بشكل عادل بلا حدود، وسنجد من خلالها نظامنا الجديد».
قسّم سان سبل العيش إلى أربعة مجالات: اللباس والغذاء والسكن والتنقل؛ وخطط كيف يمكن لحكومة مثالية (صينية) أن تعتني بشعبها. مات سانن قبل أن يتمكن من شرح رؤيته لهذا المبدأ بشكل كامل وكان موضوع نقاش كبير داخل كل من الأحزاب القومية والشيوعية الصينية إذ أشار الأخير إلى أن سان دعم الاشتراكية. قدّم شيانج كاي شيك مزيدًا من التفاصيل لشرح مبدأ مينشينغ بشأن أهمية الرعاية الاجتماعية والأنشطة الترفيهية للصين الحديثة في عام 1953 في تايوان.

### الشريعة
كان العرض الأكثر وضوحًا لهذه المبادئ (الكنسية) هو كتاب تم تجميعه من مذكرات الخطب التي ألقاها سان تشو بالقرب من غوانزو (من قِبل زميل له، هوانغ تشانغجو، بالتشاور مع سان)، وبالتالي فهو مفتوح للتفسير من قِبَل مختلف الأطراف ومجموعات المصالح، وربما لم يتم تفسيره بالكامل كما تمنى سان. والواقع أن شيانج كاي شيك قدم مرفقًا لمبدأ مينشينغ، والذي يغطي مجالين إضافيين من مجالات كسب الرزق: التعليم وأوقات الفراغ، وزعم صراحةً أن مينشينغ لم يكن لينظر إليه على أنه يدعم الشيوعية أو الاشتراكية. يرى المؤرخ الفرنسي للتاريخ الصيني ماري كلير بيرجير أن الكتاب هو عمل دعائي. والغرض منه هو مناشدة العمل بدلًا من التفكير. مثلما أعلن سون يات سين، فإن المبدأ لا يمكن اعتباره مجرد فكرة؛ إنه «عقيدة وقوة».